# Solasteridae
Solasteridae es una familia de equinodermos asteroideos del orden Velatida. Agrupa a 9 géneros de estrellas de mar.

## Géneros
Se reconoce los siguientes géneros:
- Crossaster Müller & Troschel, 1840
- Heterozonias Fisher, 1910
- Laetmaster Fisher, 1908
- Lophaster Verrill, 1878
- Paralophaster Fisher, 1940
- Rhipidaster Sladen, 1889
- Seriaster Jangoux, 1984
- Solaster Forbes, 1839
- Xenorias Fisher, 1913